# جزیره پولن (استرالیای جنوبی)
جزیره پولن (به انگلیسی: Pullen Island) یک جزیره در استرالیا است که در استرالیای جنوبی واقع شده‌است.